# 陈丹淮
陈丹淮（1943年9月—），四川乐至人，祖籍湖南新寧，出生于江苏省盱眙县黄花塘。中国人民解放军少将、原解放军总装备部科技委专职委员、中国围棋协会副主席，陈毅元帅次子。他于1965年毕业于哈尔滨军事工程学院，之后先后在空军、国防科工委等部门工作。退休后担任中国新四军研究会副会长。